# Ali Abbasi (director)
Ali Abbasi (en persa: علی عباسی‎, nacido en 1981 en Teherán) es un director de cine y guionista iraní, nacionalizado danés. Estudió en la Universidad Politécnica de Teherán hasta 2002, cuando se trasladó a Europa para estudiar en la Real Academia de las Ciencias de Suecia en Estocolmo. Tras graduarse en artes en 2007, se inscribió en la Escuela Nacional de Cine de Dinamarca, graduándose en 2011 y presentando el cortometraje M for Markus. Actualmente vive en Copenhague pero conserva su pasaporte iraní.
Su primer largometraje, Shelley, fue presentado en la Berlinale 2016.
Su película Border de 2018, inspirada en la obra literaria del mismo nombre del escritor sueco John Ajvide Lindqvist, ganó el premio Un Certain Regard en el Festival de Cine de Cannes de 2018.
Su tercer largometraje, Holy Spider, del que es coguionista junto a Afshin Kamran Bahrami, relata una investigación sobre un asesino en serie de prostitutas, basándose en un suceso real. Presentado en Cannes en 2022, su protagonista, Zar Amir Ebrahimi, se llevó el premio a la mejor interpretación femenina.

## Filmografía
| Año  | Título                      | Director | Guionista | Editor |
| ---- | --------------------------- | -------- | --------- | ------ |
| 2011 | M for Markus (cortometraje) | Sí       | Sí        | Sí     |
| 2016 | Shelley                     | Sí       | Sí        | No     |
| 2018 | Border                      | Sí       | Sí        | No     |
| 2022 | Holy Spider                 | Sí       | Sí        | No     |
| 2024 | The Apprentice              | Sí       | No        | No     |

## Premios y distinciones
Festival Internacional de Cine de Cannes
| Año  | Sección                  | Película | Resultado |
| ---- | ------------------------ | -------- | --------- |
| 2018 | Premio Un Certain Regard | Border   | Ganador   |